# Mailand–Sanremo 1969
Mailand–Sanremo 1969 war die 60. Austragung von Mailand–Sanremo, einem Eintagesrennen im Berufsradsport. Es wurde am 19. März 1969 über eine Distanz von 288 km ausgetragen. Mailand–Sanremo gehörte zu der 1959 begründeten Rennserie Super Prestige Pernod. Sieger des Radrennens wurde Eddy Merckx.

## Rennverlauf
173 Radrennfahrer stellten sich dem Starter. Das Rennen hatte einen wechselvollen Rennverlauf mit vielen Attacken einzelner Fahrer und kleinerer Gruppen. Zur Hälfte des Rennens hatte der spätere Sieger Merckx noch einen Rückstand von mehr als sechs Minuten auf eine Spitzengruppe. Nach einer über 100 Kilometer dauernden Verfolgung erreichte Merckx die Spitze und setze sich fünf Kilometer vor dem Ziel ab. Er erreichte das Ziel als Solist. 110 Fahrer kamen ins Ziel.

## Ergebnis
| Rang | Fahrer                 | Team                | Zeit       |
| ---- | ---------------------- | ------------------- | ---------- |
| 1.   | Eddy Merckx            | Faemino-Faema       | 6:45:33 h  |
| 2.   | Roger De Vlaeminck     | Flandria            | + 0:12 min |
| 3.   | Marino Basso           | Molteni             | gl. Zeit   |
| 4.   | Dino Zandegù           | Salvarani           | gl. Zeit   |
| 5.   | Walter Godefroot       | Flandria            | gl. Zeit   |
| 6.   | René Pijnen            | Willem II-Gazelle   | gl. Zeit   |
| 7.   | Jan Janssen            | BiC                 | gl. Zeit   |
| 8.   | Georges Van Coningsloo | Peugeot–BP–Michelin | gl. Zeit   |
| 9.   | Eric Leman             | Flandria            | gl. Zeit   |
| 10.  | Daniel Van Ryckeghem   | Dr. Mann-Grundig    | gl. Zeit   |